# Sarra Kanoun Jarraya
Sarra Kanoun Jarraya, née le 23 août 1948 à Sfax, est une médecin et femme politique tunisienne.

## Biographie
Elle est titulaire d'un doctorat en médecine obtenu en 1978, d'un certificat de pédiatrie préventive et d'un certificat d'études en statistiques appliquées à la médecine de l'université Paris-Descartes.
Entre 1991 et 1995, elle est cheffe de service chargée de l'organisation des soins de santé de base, mais aussi responsable du programme national de santé maternelle et infantile ainsi que de la gestion technique du projet population - santé familiale.
En 1994, elle devient médecin inspectrice régionale de la santé publique puis, en 1995, directrice du centre de réadaptation professionnelle des handicapés moteurs et des accidentés de la vie au ministère des Affaires sociales. En 1999, elle est nommée directrice générale de l'Institut de promotion des handicapés puis directrice générale de l'Institut national de protection de l'enfance.
Dans le cadre de la préparation du huitième plan de développement, elle est membre de la commission consultative « Femme et développement ». Elle est également membre adhérente de SOS Villages d'enfants.
En novembre 2004, Kanoun Jarraya est nommée secrétaire d'État, auprès de la ministre des Affaires de la femme, de la Famille, de l'Enfance et des Personnes âgées Saloua Ayachi Labben, chargée de l'Enfance et des Personnes âgées. Le 3 septembre 2007, elle est nommée ministre au sein du même ministère, poste qu'elle conserve jusqu'au 14 janvier 2010.
Elle est décorée du grade d'officier de l'ordre de la République.